# Marleen Schimmer
Marleen Schimmer (* 23. Oktober 2000 in Mainz) ist eine deutsche Fußballspielerin, die seit August 2024 beim Bundesligisten RB Leipzig unter Vertrag steht.

## Karriere

### Vereine
Schimmer begann im Alter von sieben Jahren in der F-Jugendmannschaft des TSV Schott Mainz und spielte zuletzt für deren B-Juniorinnen, für die sie in der Saison 2016/17 in der Staffel West/Südwest der B-Juniorinnen-Bundesliga zum Einsatz kam. Im Spiel gegen den VfL Bochum am 20. Mai 2017 (17. Spieltag) gelangen ihr beim 5:2-Heimsieg vier Tore.
Ebenfalls zur Saison 2016/17 war sie in den Kader der Frauenmannschaft aufgerückt. Ihr erfolgreiches Pflichtspieldebüt hatte sie am 21. August 2016 im DFB-Pokalwettbewerb: Beim 4:3-Erstrundensieg über den 1. FC Köln war sie zweifache Torschützin. Ihr erstes Spiel in der Staffel Süd der seinerzeit zweigleisigen 2. Bundesliga bestritt sie am 4. September 2016 (2. Spieltag) beim 3:2-Heimsieg gegen den SC Sand. Ihr erstes von insgesamt 13 Saisontoren erzielte sie eine Woche später bei der 2:4-Auswärtsniederlage gegen die zweite Mannschaft der TSG 1899 Hoffenheim mit dem zwischenzeitlichen 2:2-Ausgleich in der 72. Minute. Bis zum Saisonende 2017/18 absolvierte sie insgesamt 35 Zweitligaspiele, in denen sie 16 Tore erzielte, und vier Partien im DFB-Pokal (drei Tore).
Mit Abschluss ihrer Schulzeit am Otto-Schott-Gymnasium im Mainzer Stadtteil Gonsenheim begab sich Schimmer zwecks Aufnahme eines Psychologie-Studiums in die Vereinigten Staaten und gehörte zunächst der Arizona State University in Phoenix an. Für deren Sport-Team Sun Devils kam sie in den Spielzeiten 2018 (als Freshman) und 2019 (als Sophomore) in 35 Meisterschaftsspielen in der Pacific-12 Conference zum Einsatz und schoss dabei elf Tore. Anschließend setzte sie ihr Studium an der Grand Canyon University – ebenfalls in Phoenix – fort und wurde Mitglied der dortigen Antelopes, für die sie in den Spielzeiten 2020 (als Junior) und 2021 (als Senior) 39 Meisterschaftsspiele in der Western Athletic Conference absolvierte und 17 Tore erzielte. Nach Beendigung ihres Studiums verblieb sie in den Vereinigten Staaten, da sie Anfang 2022 vom San Diego Wave FC verpflichtet worden war. Vom 2. Mai bis zum 1. Oktober wurde sie neunmal in der National Women’s Soccer League eingesetzt sowie vom 20. März bis zum 24. April fünfmal im Wettbewerb um den NWSL Challenge Cup.
Nach ihrer Rückkehr nach Deutschland schloss sich Schimmer im Januar 2023 dem 1. FC Köln an und kam in der Rückrunde der Spielzeit 2022/23 für dessen erste bzw. zweite Mannschaft zu fünf Erst- und sieben Zweitligaeinsätzen (2 Tore). Vor Beginn der Saison 2023/24 erhielt sie ihren ersten, bis Ende der Spielzeit datierten, Profivertrag. Da der Vertrag nicht verlängert wurde, erfolgte nach dem letzten Saisonspiel am 20. Mai 2024 ihre Verabschiedung vom Verein.
Zur Saison 2024/25 wurde sie vom Bundesligisten RB Leipzig verpflichtet.

### Auswahl-/Nationalmannschaft
Schimmer kam als Spielerin für die U16-Auswahlmannschaft des Südwestdeutschen Fußballverbandes vom 17. bis 20. März 2016 an der Sportschule Wedau in Duisburg in vier Turnierspielen um den DFB-Länderpokal zum Einsatz.
Als Nationalspielerin debütierte sie in der U16-Nationalmannschaft, die am 11. Februar 2016 in Vila Real de Santo António das Länderspiel gegen die U16-Nationalmannschaft der Niederlande mit 4:2 im Elfmeterschießen im Rahmen des UEFA Development Tournaments gewann; sie wurden für Klara Bühl in der 66. Minute eingewechselt. In den zwei bzw. vier Tage später ausgetragenen Begegnungen mit den U16-Nationalmannschaften Schottlands und Frankreichs, die mit 5:0 und 2:0 ebenfalls gewonnen wurden, kam sie ebenfalls zu Spielpraxis. Mit der Nachwuchsnationalmannschaft dieser Altersklasse nahm sie ferner an dem vom 1. bis zum 7. Juli 2016 in Råde ausgetragenen Turnier um den Nordic-Cup teil, wobei sie in vier Spielen zwei Tore erzielte. Im einzigen in Freundschaft ausgetragenen Länderspiel am 12. Mai 2016 beim 3:1-Sieg über die U16-Nationalmannschaft Frankreichs im Jakob Schaumaier Sportpark, der Spielstätte des SB Chiemgau Traunstein, wurde sie ebenfalls eingesetzt.
Für die U17-Nationalmannschaft bestritt sie in den Spieljahren 2016 und 2017 15 Länderspiele, in denen sie neun Tore erzielte. Ihr Debüt (und drei weitere Einsätze) in dieser Altersklasse gab sie in Enzesfeld-Lindabrunn in einem Vier-Nationen-Turnier am 28. August 2016 beim 6:0-Sieg über die U17-Nationalmannschaft Rumäniens in den ersten 51 Minuten. Im zweiten Spiel zwei Tage später erzielte sie beim 4:2-Sieg über die Schweizer U17-Nationalmannschaft mit den Treffern zum 2:1 und 3:1 in der 45. und 48. Minute ihren ersten beiden Tore. Ferner bestritt sie drei Spiele der 1. Qualifikationsrunde für die Europameisterschaft 2017 in Tschechien. Als Teilnehmer an der Endrunde, wurde sie in allen drei Spielen der Gruppe A eingesetzt. Damit hatte sie am späteren Titelgewinn der Mannschaft, beim 3:1-Sieg über die U17-Nationalmannschaft Spaniens im Elfmeterschießen, Anteil. Des Weiteren kam sie vom 29. November 2016 bis zum 24. Februar 2017 in sechs in Freundschaft ausgetragenen Länderspielen zum Einsatz, in denen sie drei Tore erzielte.

## Erfolge
- U17-Europameister 2017
- Halbfinalist US-amerikanische Meisterschaft 2022